# Navnedag
En navnedag er den dag som ifølge almanakken er tilegnet persons fornavn.
Skikken at fejre navnedag opstod i den tidlige kristne kirke, nærmest for at reducere betydningen af fødselsdagsfejringen. Denne blev opfattet som en hedensk og ukristen skik. At fejre dåbsdag og navnedag blev set som mere passende end at fejre den dag, man blev født ind i arvesynden.
De tidlige navnedage var hovedsagelig knyttet til en liste over helgener og martyrer, og navnedagene blev fejret mere til deres ære end til en særskilt person. Hverken navnedagsfejring eller fødselsdagsfejring havde særlig betydning i Skandinavien på denne tid. De tidligste eksempler på navnedagsfejring er fra Sverige i 1600-tallet, og da mest i de øvre samfundslag.
Til at begynde med fandtes ingen standardiserede lister over navnedage, men i 1747 fik Sverige en officiel almanak. To år senere blev navnedage inkluderet i denne almanak. Fra denne tid har navnedagsfejring været almindelig i store dele af Sverige og Finland. I begge lande opdateres navnedagslisten jævnligt for at få den størst mulige del af befolkningen med. De katolske lande fejrer navnedage efter en officiel liste fra Vatikanet, men i mange lande, heriblandt Norge og  Danmark er navnedagsfejring aldrig slået an. 
- Danske navnedage
- Norske navnedage
- Svenske navnedage

 Der er for få eller ingen kildehenvisninger i denne artikel, hvilket er et problem. Du kan hjælpe ved at angive troværdige kilder til de påstande, som fremføres i artiklen.